# Suillus plorans
Suillus plorans är en svampart som först beskrevs av Leon Louis Rolland, och fick sitt nu gällande namn av Carl Ernst Otto Kuntze 1898. Enligt Catalogue of Life ingår Suillus plorans i släktet Suillus,  och familjen Suillaceae, men enligt Dyntaxa är tillhörigheten istället släktet Suillus,  och familjen Gomphidiaceae. Artens status i Sverige är: Ej påträffad. Inga underarter finns listade i Catalogue of Life.

## Källor

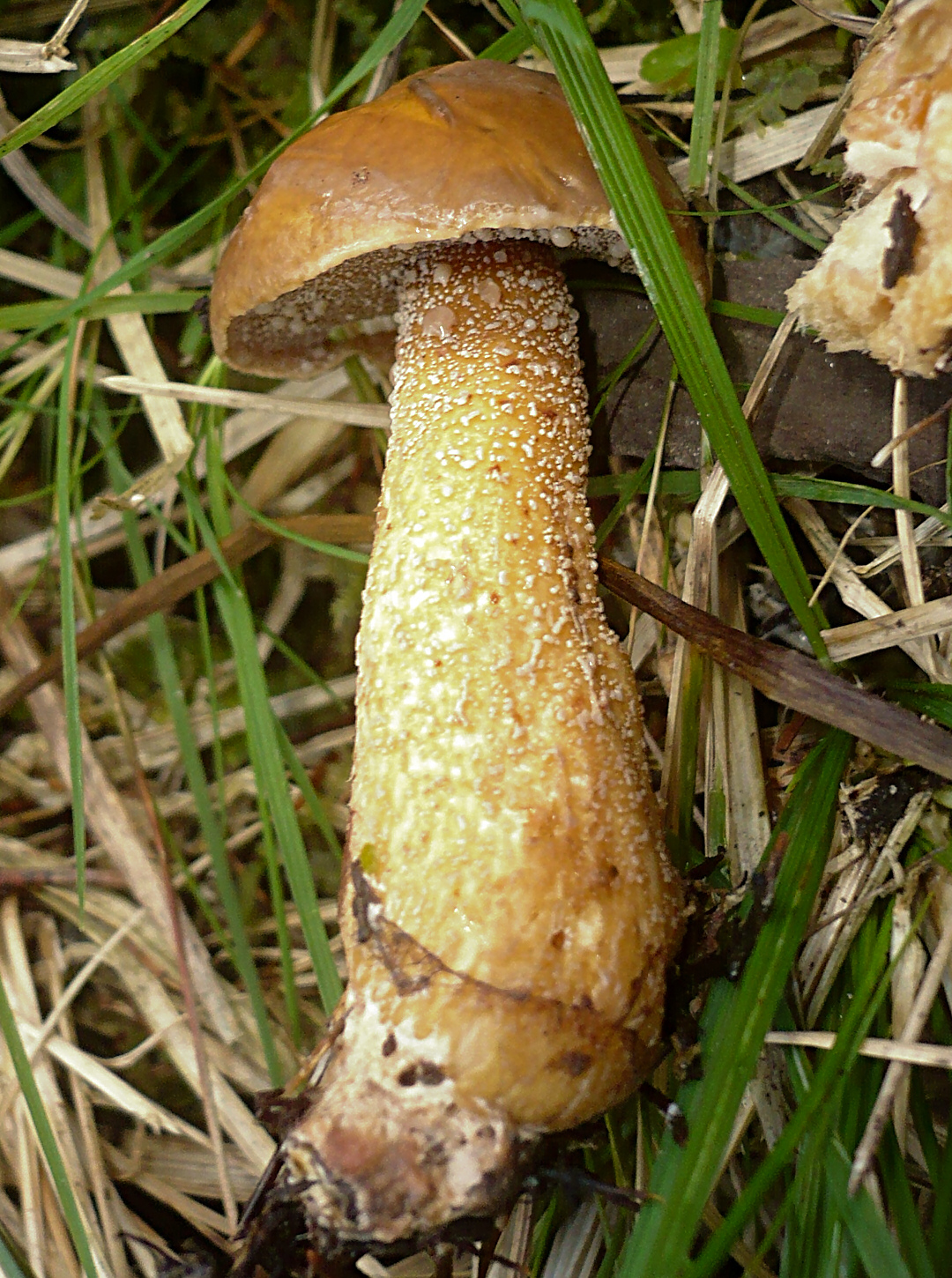
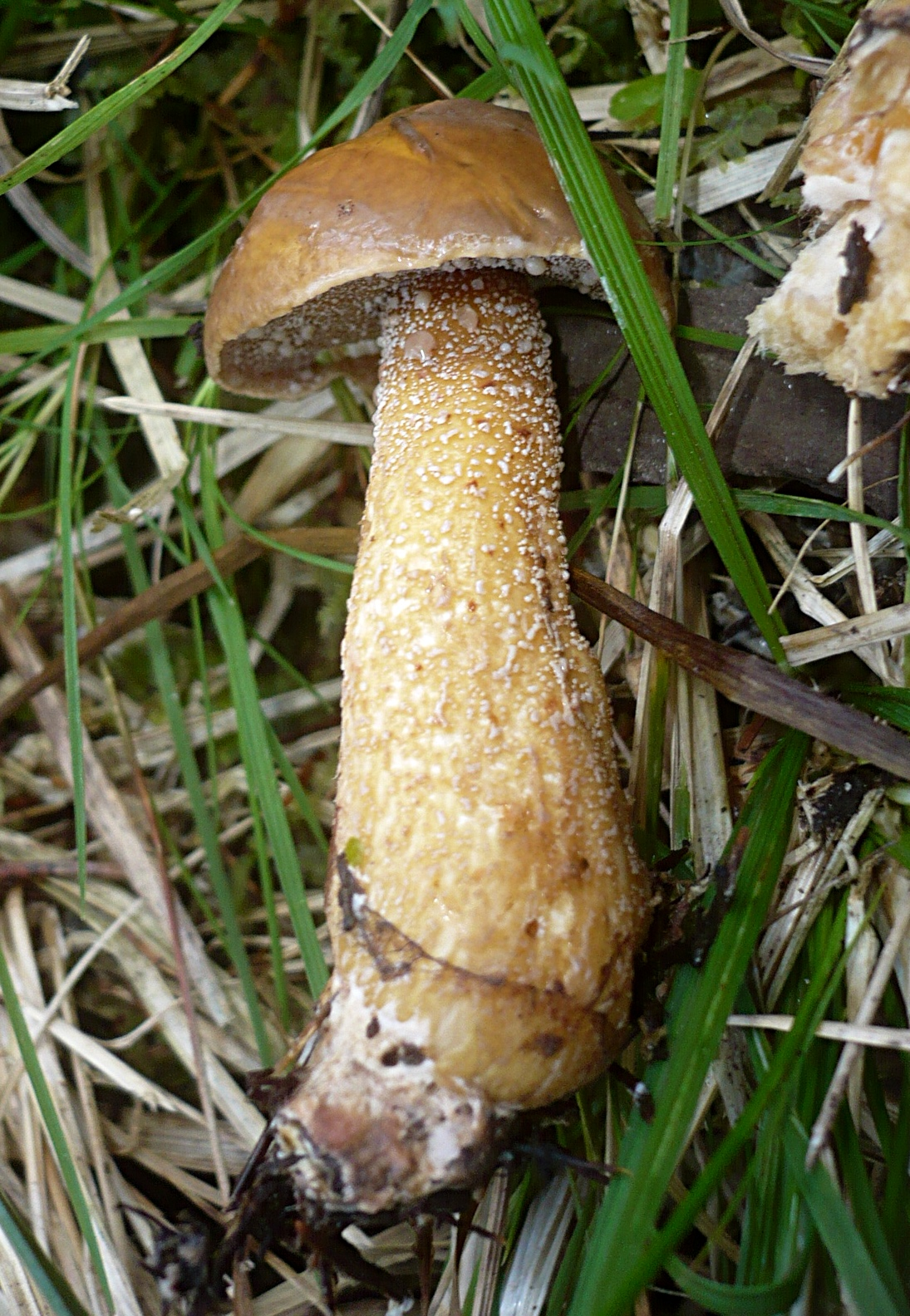
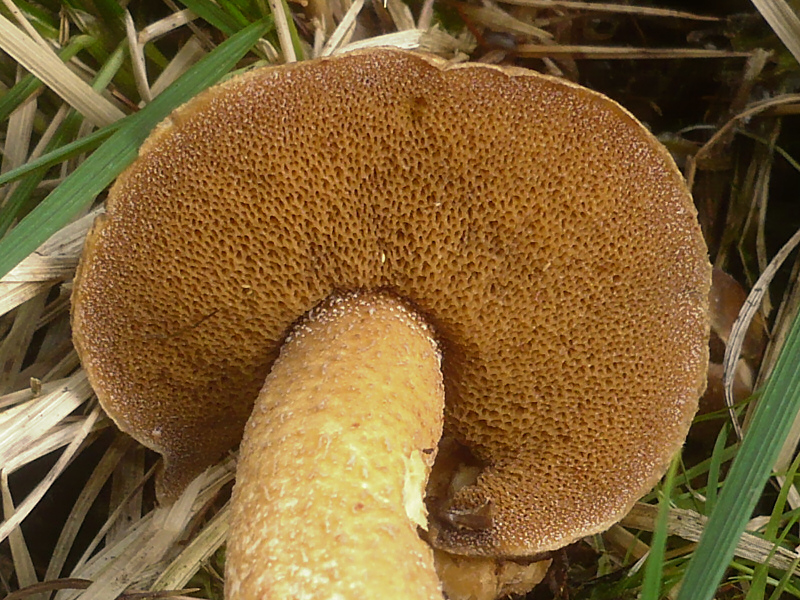
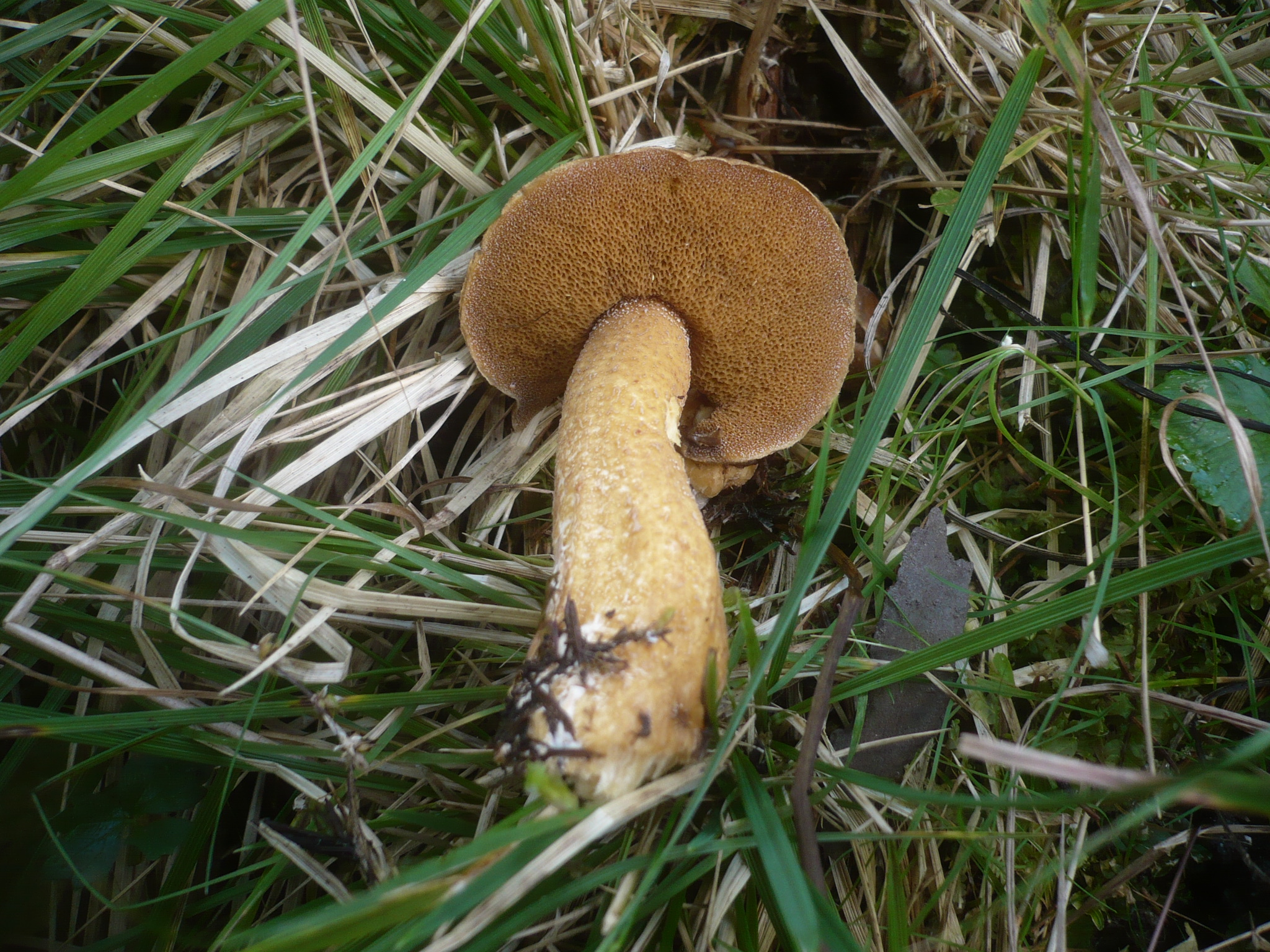